# SS18
La proteína SSXT (SS18) es una proteína codificada en humanos por el gen SS18.

## Interacciones
La proteína SS18 ha demostrado ser capaz de interaccionar con:
- MLLT10[5]
- EP300[6]
- SMARCB1[7]
- SMARCA2[8]